# Mesosa itoi
Mesosa itoi är en skalbaggsart som beskrevs av Ohbayashi N. 1985. Mesosa itoi ingår i släktet Mesosa och familjen långhorningar. Inga underarter finns listade i Catalogue of Life.